# خط ۶ متروی سئول
خط ۶ متروی سئول (انگلیسی: Seoul Subway Line 6) یکی از خطوط متروی سئول است.
این خط که در سال ۲۰۰۰ تأسیس شده دارای ۳۹ ایستگاه و ۳۶٫۴ کیلومتر طول است. 

## نگارخانه

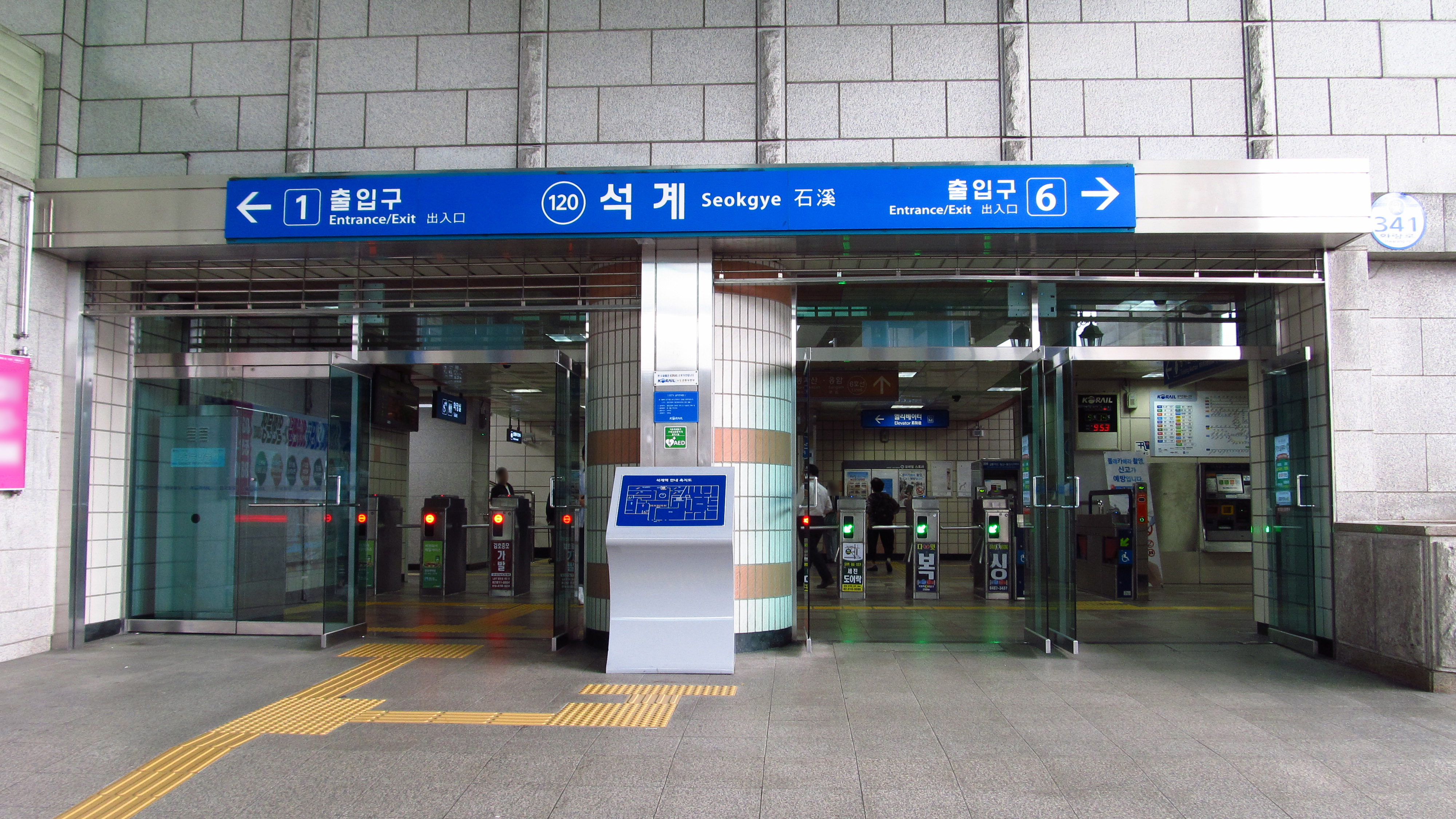
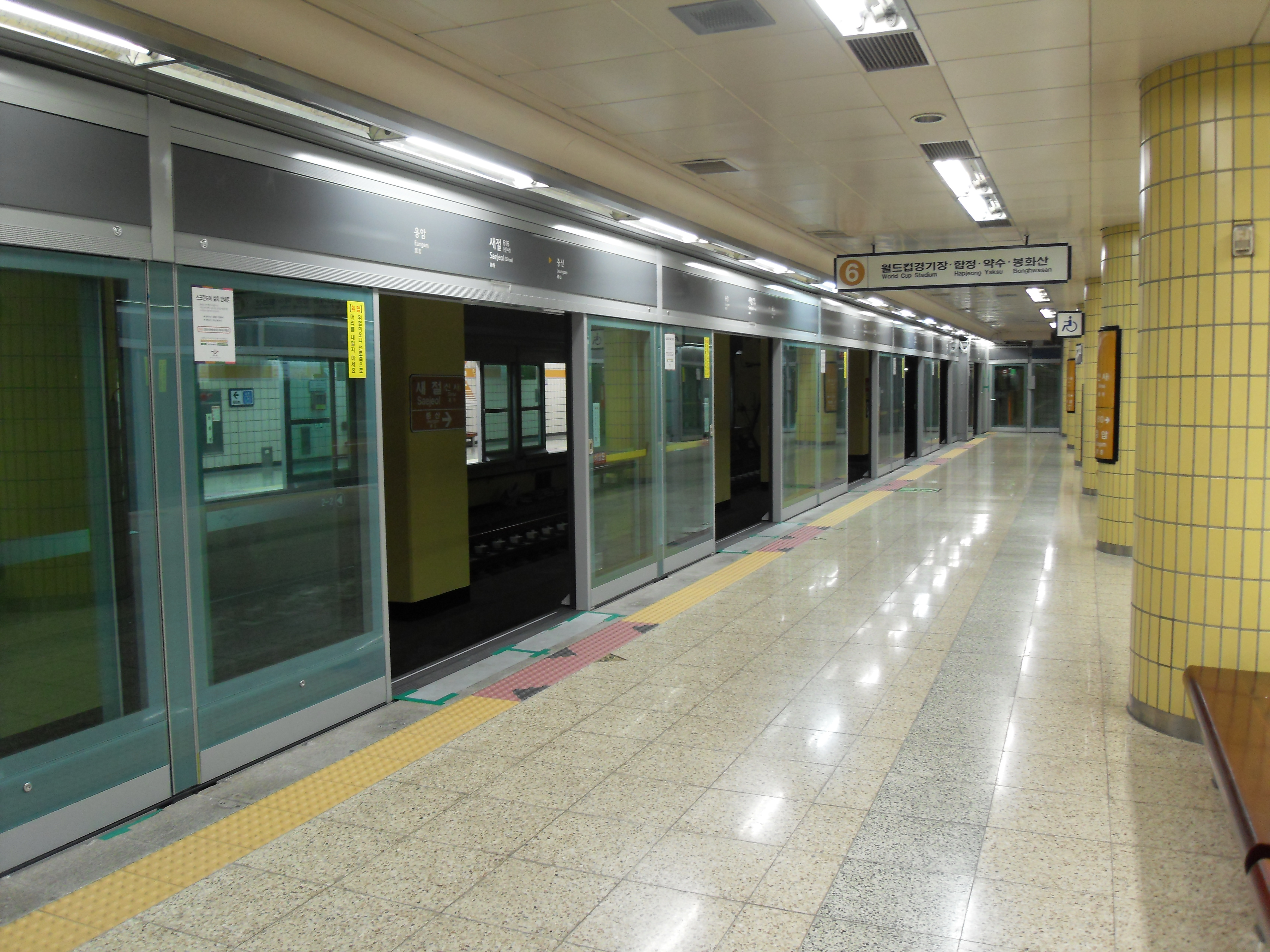
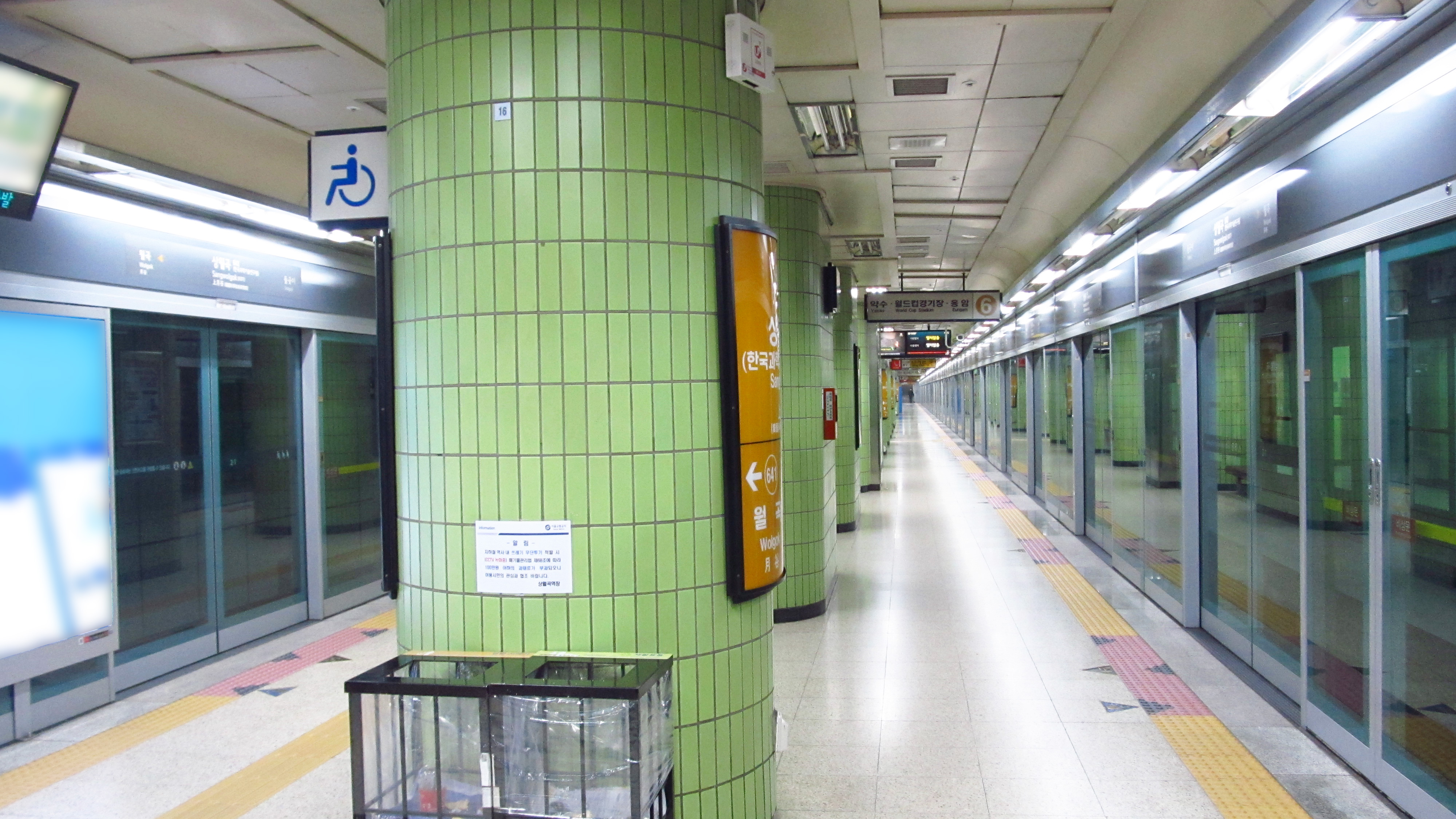
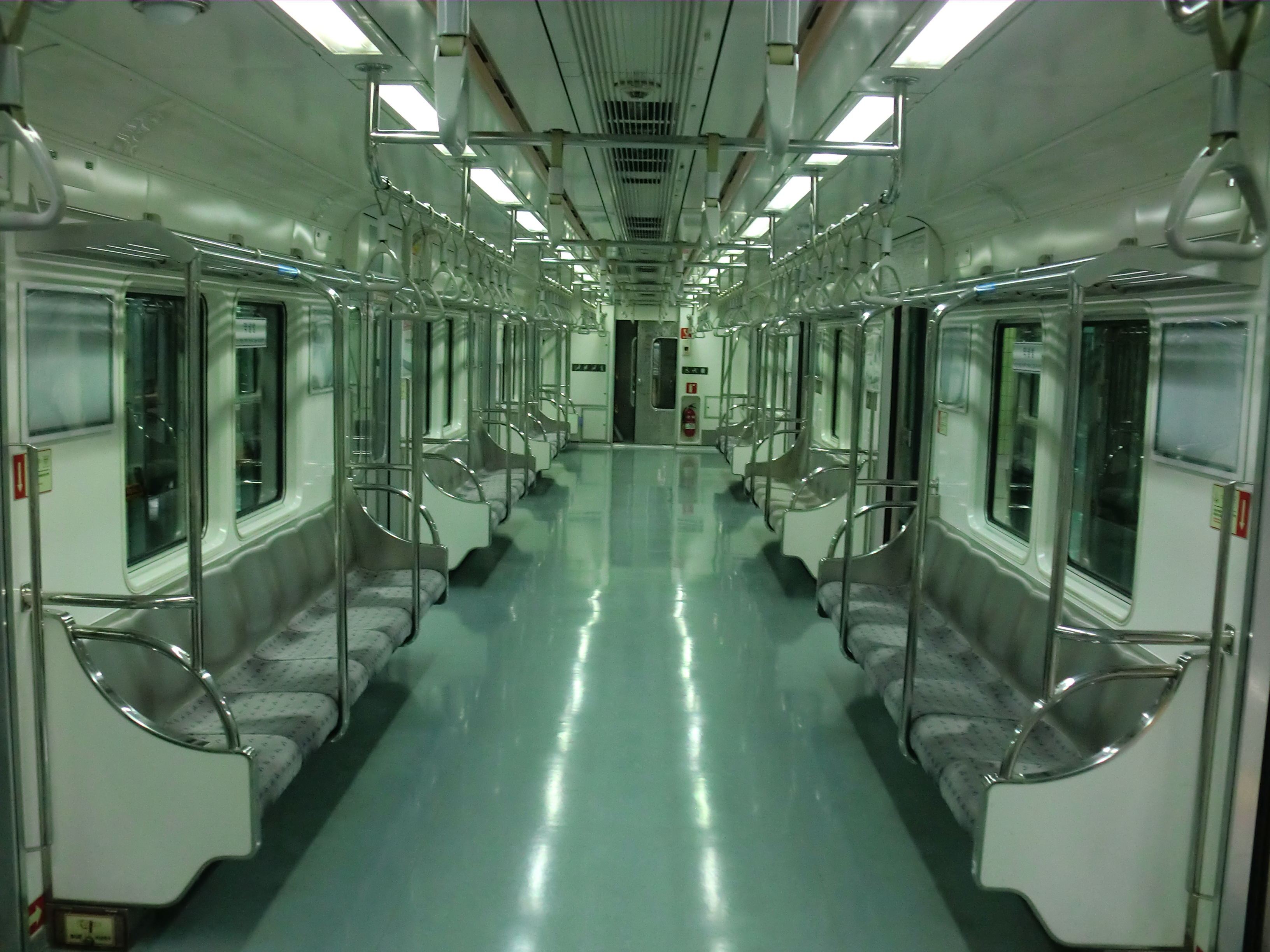